# Smokey Robinson
William "Smokey" Robinson, Jr. (Detroit, Michigan, 19 de fevereiro de 1940) é um cantor, compositor e produtor de R&B e soul norte-americano. Sua imagem é frequentemente associada à gravadora Motown, tendo sido vice-presidente da gravadora entre 1961 e 1988. Ficou, então, conhecido como "King of Motown" (Rei da Motown).

## Biografia
William Robinson, Jr. nasceu e cresceu no distrito de North End, em Detroit, no estado de Michigan. Foi apelidado de "Smokey Joe" por seu tio que à época era fã de um personagem western. Anos mais tarde, William percebeu o significado pejorativo de seu apelido, que era dirigido como ofensa a pessoas negras. Durante a adolescência o apelido foi encurtado para "Smokey", e o futuro astro passou a dedicar-se especialmente à música. Era fã de Nolan Strong & The Diablos, um prestigiado grupo musical das décadas de 50 e 60, especialmente pela voz de tenor de Nola Strong. Em 1955, Robinson criou um grupo musical chamado The Five Chimes com seu melhor amigo Ronald White e seus amigos Pete Moore, Clarence Dawson e James Grice. Dois anos depois o grupo recebeu mais dois compenentes, os primos Emerson e Bobby Rogers. 
Robinson ganhou seu primeiro Grammy como artista solo em 1988 para melhor performance vocal masculina de R&B, para a música "Just To See Her", do álbum One Heartbeat. Em 1991 foi homenageado recebendo o prêmio de lenda da música no Grammy Awards daquele ano, e sendo reconhecido pelo seu legado na música no Soul Train Music Award. 
Em 1999, foi novamente homenageado no Grammy, recebendo o Grammy Lifetime Achievement Award, uma espécie de prêmio pelo conjunto da obra de um artista. E em 2006 foi agraciado com o prêmio Kennedy, por sua contribuição para a cultura americana.
Teve um papel importante na carreira de Michael Jackson à época da Motown, sua gravadora inicial. Veio a público, à época do falecimento deste, para dizer que não acreditava na culpa de Jackson com relação à acusação de pedofilia. Cantou a música "Earth Song", juntamente com Usher, Beyoncé, Carrie Underwood e Celine Dion em homenagem à Michael no Grammy de 2010.